# رميزية
الفصيلة الرميزية (الاسم العلمي: Remizidae) هي فصيلة من الطيور تتبع رتبة العصفوريات.

## أجناس
- الوردن